# 쇼쿄쿠사이 덴카쓰

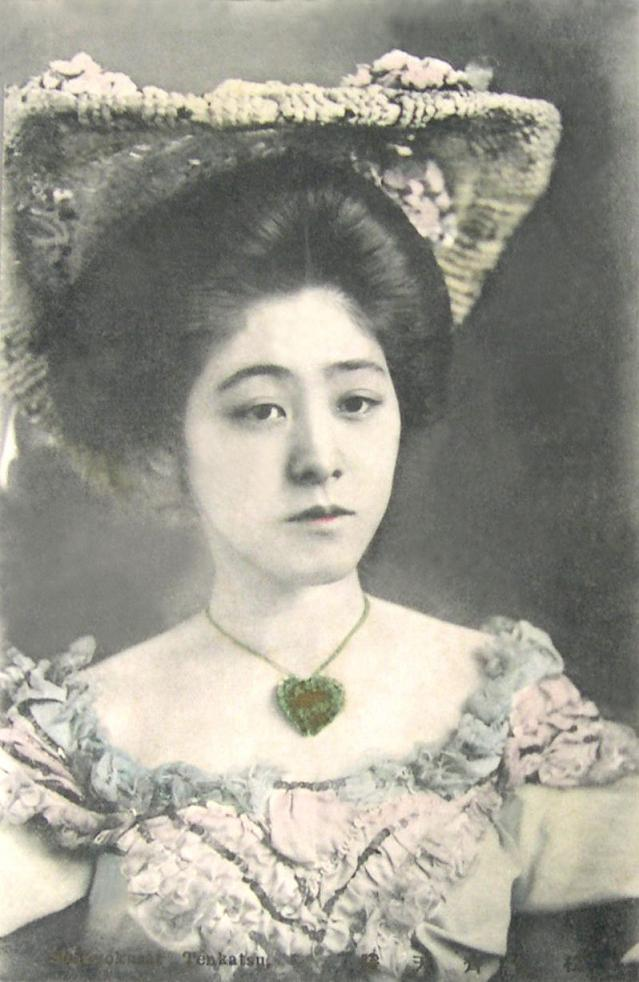

쇼쿄쿠사이 덴카쓰(松旭斎天勝, 1886년 5월 21일 ~ 1944년 11월 11일)는 일본의 마술사이자 배우였다.

## 어린 시절
나카이 카쓰는 도쿄도에서 태어났다. 아버지의 전당포 사업이 실패한 후, 그녀는 당시 유명 마술사인 쇼쿄쿠사이 텐이치(1853~1912)의 튀김 가게에서 견습생으로 일했고, 나중에 그의 조수가 되었다. 1901년부터 1903년까지 그들은 미국 순회 공연을 펼쳤는데, 그곳에서 10대의 덴카쓰는 "고상한 일본의 미인"이자 게이샤로 묘사되었다. 그녀는 나이 차이 때문에 때때로 쇼쿄쿠사이 텐이치의 아내나 과부, 또는 그의 의붓딸로 불렸다.

## 경력
쇼쿄쿠사이는 스스로 유명한 마술사가 되었다. 그녀는 자신의 공연단인 덴가쓰 이치자(Tenkatsu Ichiza)를 이끌었다. 이 회사는 셰익스피어의 템페스트와 오스카 와일드의 살로메 (희곡)(Salome)를 포함한 서양 희곡을 각색한 작품을 자신이 주연으로 맡았다. "Madame Tenkatsu"는 1924년과 1925년에 그녀의 회사와 함께 미국에서 하와이와 뉴욕의 경기장에서의 공연을 포함하여 순회 공연을 했다. 그녀는 1925년 시카고에 기반을 둔 음악가 그룹을 집으로 데려와 함께 투어를 하면서 미국 재즈를 일본에 소개했다고 한다.